# Michael Moritz Eulenburg
Michael Moritz Eulenburg (* 15. August 1811 in Birnbaum in Posen; † 7. Dezember 1887 in Berlin; auch Moritz Michael Eulenburg) war ein deutscher Augenarzt und Orthopäde.

## Leben
Michael Moritz Eulenburg wurde 1811 als Sohn des jüdischen Kaufmanns Sandel Hirsch Eulenburg geboren. 1814 zog die Familie aus Birnbaum in das brandenburgische Wriezen. Als Beweggrund kann angenommen werden, dass man in den Geltungsbereich des preußischen Judenedikts von 1812 kommen wollte, das eine weitgehende Gleichstellung der Juden gebracht hatte. 1823 schickte Sandel Eulenburg seinen Sohn auf das Gymnasium zum Grauen Kloster nach Berlin. Ab 1828 studierte Michael Moritz Eulenburg Medizin an der Friedrich-Wilhelms-Universität, unter anderem bei Christoph Wilhelm Hufeland, Karl von Graefe und Johann Nepomuk Rust. Er promovierte dort am 24. Juli 1832 mit der Dissertationsschrift De operationibus bacillo ligatorio perficiendis zum Doktor der Medizin.

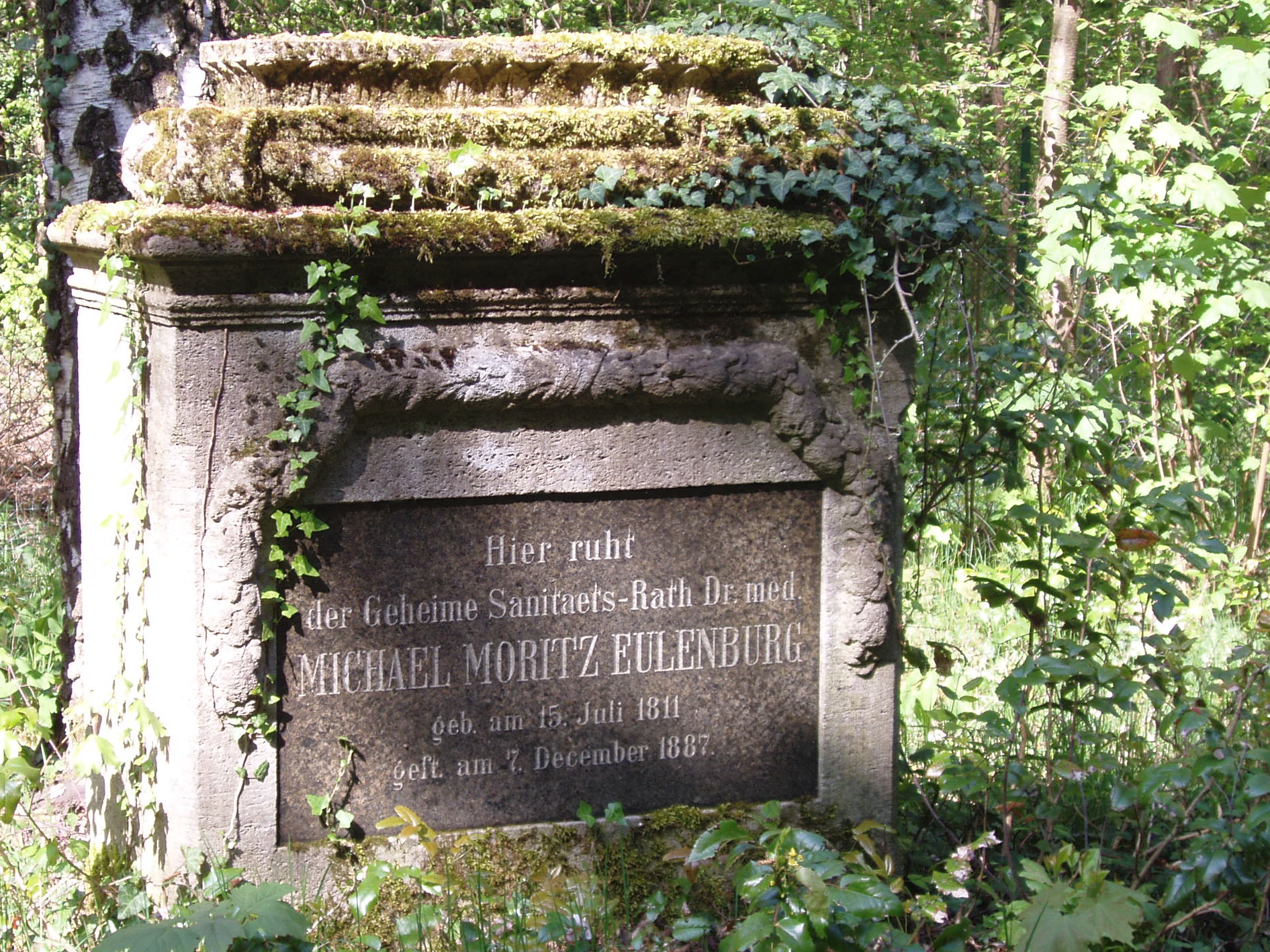
Eulenburgs Grab auf dem Südwestkirchhof Stahnsdorf

Eulenburg ließ sich zunächst als Arzt in Wriezen nieder und führte eine Allgemeinpraxis mit dem Schwerpunkt Augenheilkunde. Er heiratete Myrthe Moser, die aber bereits 1837 im Alter von 19 Jahren starb. In zweiter Ehe war er seit 1839 mit Auguste Saling (1816–1868) verheiratet, die eine Cousine des Schriftstellers und späteren Literatur-Nobelpreisträgers Paul Heyse war. 1840 kehrte er nach Berlin zurück, wo sein Sohn Albert geboren wurde, der später selbst ein bedeutender Mediziner war. 1847 folgte der zweite Sohn Ernst, später Gründer des renommierten Ernst Eulenburg Musikverlags. Nach dem Tod seines Vaters trat Eulenburg 1847 mit seiner Familie zum evangelischen Glauben über. Er erhoffte sich von diesem Schritt bessere Chancen auf eine staatliche Anstellung, die er anstrebte, aber nie erreichte. 
In Berlin wandte sich Eulenburg der Orthopädie zu. Er reiste nach Stockholm und erlernte am dortigen „Gymnastischen Central-Institut“ die schwedische Heilgymnastik nach Pehr Henrik Ling. Am 15. September 1851 gründete er in der Lindenstraße 14 sein „Institut für Orthopädie und Heilgymnastik“, die erste heilgymnastische Einrichtung in Berlin und zugleich die einzige, die dauerhaft erfolgreich war. Zwei Jahre später verlegte er das Institut in die Friedrichstraße 103. 1869 wurde er zum Geheimen Sanitätsrat ernannt. Er war Mitglied der Gesellschaft Deutscher Naturforscher und Ärzte. 1879 zog er sich von seiner Tätigkeit am Institut zurück. Er starb 1887. Sein Grab befindet sich heute auf dem Südwestkirchhof Stahnsdorf.

## Werk
M. Eulenburg war neben Hugo Rothstein (1810–1865) und Albert Constantin Neumann (1803–1870) ein  Hauptvertreter der schwedischen Gymnastik in Deutschland. Dabei war er ein kritischer und pragmatischer Arzt, der die Heilgymnastik als ein geeignetes Mittel zur Prophylaxe und gezielten Behandlung verschiedener Krankheiten ansah, darüber hinausgehende Erwartungen aber als spekulativ ablehnte. Eulenburg versuchte, die medizinische Wirkung der schwedischen Heilgymnastik empirisch zu begründen, und hatte als Praktiker erhebliche therapeutische Erfolge. Seine Ansichten basierten aber nicht nur auf persönlichen Erfahrungen, sondern ebenso auf wissenschaftlichen Erkenntnissen, besonders der Physiologie. 
Eulenburg publizierte eine Reihe wissenschaftlicher Arbeiten. Den angeborenen Hochstand des Schulterblattes, heute unter der Bezeichnung Sprengelsche Deformität bekannt, beschrieb er bereits fast dreißig Jahre vor Otto Sprengel (1852–1915). In seinem Hauptwerk Die seitlichen Rückgrats-Verkrümmungen beschäftigte er sich mit der Skoliose, deren Ursache er in einem Ungleichgewicht der Leistungsfähigkeit der Rückenmuskulatur sah. Bei ihrer Behandlung favorisierte er die Bewegungstherapie gegenüber mechanischen Hilfsmitteln.

## Schriften (Auswahl)
- mit Heimann Wolff Berend: Situs sämmtlicher Eingeweide der Schädel-, Brust- und Bauchhöhle. Berlin 1833.
- Die Pflege der Augen im gesunden und kranken Zustande. Mit besonderer Rücksicht auf den Gebrauch der Augengläser. A. Förstner’sche Verlagsbuchhandlung, Berlin 1841.
- Die Ling’sche oder Schwedische Heilgymnastik in ihrem Werthe vom rationell-medicinischen Standpunkte. In: Deutsche Klinik. Band 30, 1852, und Band 31, 1852.
- Die schwedische Heil-Gymnastik. Versuch einer wissenschaftlichen Begründung derselben. Berlin 1853.
- Über Muskel-Paralyse als Ursache der Gelenkverkrümmungen. In: Virchows Archiv. 9, 1856, S. 47 ff.
- Die Heilung der chronischen Unterleibsbeschwerden durch schwedische Heilgymnastik, auf Wissenschaft und Erfahrung begründet. Berlin 1856.
- Hochgradige Dislocation der Scapula. In: Arch. Klin. Chir. 4, 1863, S. 304–311.
- Heilgymnastik. In: Albert Eulenburg (Hrsg.): Real-Encyklopädie der gesammten Heilkunde, 6. Band, Wien/Leipzig 1881, S. 375 ff.
- Beiträge zu Albert Eulenburgs Real-Encyclopädie der gesammten Heilkunde. Erste Auflage.
  - Band 8 (1881) (Digitalisat), S. 552–562: Malum Potii; S. 606–612: Massage
  - Band 11 (1882) (Digitalisat), S. 548–585: Rückgratsverkrümmungen